# Max von Romberg
Maximilian Konrad Joseph Freiherr von Romberg (* 6. September 1824 in Brunn, Kreis Ruppin; † 22. September 1904 ebenda) war ein Fideikommissherr und Reichstagsabgeordneter.

## Herkunft
Seine Eltern waren Alexander Friedrich Heinrich Conrad Anton Freiherr von Romberg (* 25. April 1783, † 20. April 1833), Oberst, Träger des Eisernen Kreuzes und dessen Ehefrau die Gräfin Amalie Constanze von Dönhoff (* 26. Dezember 1798, † 5. Mai 1879).

## Leben
Romberg war preußischer Premier-Lieutenant und Rittergutsbesitzer auf Schloss Gerdauen in Gerdauen, als solcher auch Mitglied des Preußischen Herrenhauses.
Von 1867 bis 1871 war er Mitglied des Reichstags des Norddeutschen Bundes für die Konservative Partei und den Reichstagswahlkreis Regierungsbezirk Königsberg 10. In dieser Eigenschaft gehörte er von 1868 bis 1870 auch dem Zollparlament an. Von 1871 bis 1874 war er Mitglied des Deutschen Reichstags für die Konservative Partei und den Wahlkreis Königsberg 10 (Rastenburg-Gerdauen-Friedland).

## Familie
Er heiratete am 12. Oktober 1849 die Gräfin Bertha von Itzenplitz (* 9. April 1829) aus dem Haus Friedland-Cunersdorf, Tochter von Heinrich Friedrich von Itzenplitz.